# Normas ISO 9000
ISO 9000 es un conjunto de normas de control de calidad y gestión de calidad, establecidas por la Organización Internacional de Normalización (ISO). Se pueden aplicar en cualquier tipo de organización o actividad orientada a la producción de bienes o servicios. Las normas recogen tanto el contenido mínimo como las guías y herramientas específicas de implantación como los métodos de auditoría.
ISO 9000 especifica la manera en que una organización opera sus estándares de calidad, tiempos de entrega y niveles de servicio. Existen más de 20 elementos en los estándares de esta ISO que se relacionan con la manera en que los sistemas operan.

## Descripción

### Ocho principios de gestión de calidad (actualizados ISO 9000-2000)
1. Enfoque al cliente
2. Liderazgo
3. Compromiso de las personas
4. Enfoque basado en procesos
5. Mejora (La mejora continua)
6. Toma de decisiones basada en evidencias
7. Gestión de las relaciones: (Nuestros clientes esperan que lo prometido sea entregado con calidad y de acuerdo a los requisitos establecidos con antelación, por lo que es necesario que nuestros proveedores cuenten a su vez con un sistema de gestión de calidad para poder garantizarlo).
8. Participación personal: (Que todos estén comprometidos a participar laboralmente en la empresa o sucursal)

## Ventajas
Su implementación aunque supone un duro trabajo, ofrece numerosas ventajas para las empresas, como pueden ser:
- Estandarizar las actividades del personal que trabaja dentro de la organización por medio de la documentación.
- Incrementar la satisfacción del cliente al asegurar la calidad de productos y servicios de manera consistente, dada la estandarización de los procedimientos y actividades.
- Medir y monitorear el desempeño de los procesos productivos, distribuidos y administrativos de los productos.
- Incrementar la eficacia y eficiencia de la organización en el logro de sus objetivos.
- Mejorar continuamente en los procesos, productos, eficacia, entre otros.
- Reducir las incidencias negativas de producción o prestación de servicios.
- Mantener la calidad.

## Desventajas
- Los esfuerzos y costos para preparar la documentación e implantación de los sistemas.

## Historia
La normalización con base sistemática de la operación y científica nace a finales del siglo XIX, con la Revolución Industrial, ante la necesidad de producir más y mejor. Pero el impulso definitivo llegó con la Primera Guerra Mundial (1914-1918). Ante la necesidad de abastecer a los ejércitos y reparar los armamentos, fue necesario utilizar la industria privada, a la que se le exigía unas especificaciones de intercambiabilidad y ajustes precisos. Nació para limitar la diversidad antieconómica de componentes, piezas y suministros, y favorecer su intercambiabilidad, facilitando la producción en serie, la reparación y mantenimiento de los productos y servicios, así como facilitar las relaciones externas entre países que necesitan piezas estándares, y ofreciendo garantías de cumplimiento de requisitos del cliente.
El 22 de diciembre de 1917, los ingenieros alemanes Naubaus y Hellmich, constituyen el primer organismo dedicado a la normalización: NADI - Normenausschuß der Deutschen Industrie - Comité de Normalización de la Industria Alemana. Este organismo comenzó a emitir normas bajo las siglas: DIN que significaban Deutsche Industrie Norm
(Norma de la Industria Alemana). En 1926 el NADI cambió su denominación por: DNA - Deutscher Normenausschuß - Comité de Normas Alemanas, que si bien siguió emitiendo normas bajos las siglas DIN, estas pasaron a significar "Das Ist Norm" - Esto es norma Y más recientemente, en 1975, cambió su denominación por: DIN - Deutsches Institut für Normung - Instituto Alemán de Normalización.
Rápidamente comenzaron a surgir otros comités nacionales en los países industrializados, así en Francia, en 1918 se constituyó la Asociación Francesa de Normalización (AFNOR). En 1919 en Inglaterra se constituyó la organización privada British Standards Institution (BSI).
Ante la aparición de todos estos organismos nacionales de normalización, surgió la necesidad de coordinar los trabajos y experiencias de todos ellos, con este objetivo se fundó en Londres en 1926 la: International Federation of the National Standardizing Associations – ISA. Tras la Segunda Guerra Mundial, este organismo fue sustituido en 1947, por la International Organization for Standardization - ISO - Organización Internacional para la Normalización. Con sede en Ginebra, y dependiente de la ONU.
Esta familia de normas apareció en 1987, tomando como base la norma británica BS 5750 de 1987, experimentando su mayor crecimiento a partir de la versión de 1994. 
La principal norma de la familia es la ISO 9001:2015: Sistemas de Gestión de la Calidad - Requisitos.
Otra norma vinculante a la anterior es la ISO 9004:2009 - Sistemas de Gestión de la Calidad - Directrices para la mejora del desempeño.
Las normas ISO 9000 de 1994 estaban principalmente dirigidas a organizaciones que realizaban procesos productivos y, por tanto, su implantación en las empresas de servicios planteaba muchos problemas. Esto fomentó la idea de que son normas excesivamente burocráticas.
Con la revisión de 2000 se consiguió una norma menos complicada, adecuada para organizaciones de todo tipo, aplicable sin problemas en empresas de servicios e incluso en la Administración Pública, con el fin de implantarla y posteriormente, si lo deciden, ser certificadas conforme a la norma ISO 9001.
La versión anterior, publicada el 13 de noviembre de 2008 fue sustituida por la versión vigente, que fue publicada el 23 de septiembre de 2015.

## Certificación
La única norma de la familia ISO 9000 que se puede certificar es la ISO 9001:2015.
Para verificar que se cumplen los requisitos de la norma, existen unas entidades de certificación, conocidas como consultorías de certificación ISO que auditan la implantación y aplicación, emitiendo un certificado de conformidad. Estas entidades están vigiladas por organismos nacionales que regulan su actividad.
Para la implantación o preparación previa, es muy conveniente que apoye a la organización una empresa de consultoría, que tenga buenas referencias, y el firme compromiso de la Dirección de que quiere implantar el Sistema, ya que es necesario dedicar tiempo del personal de la empresa para implantar el Sistema de gestión de la calidad.

### Proceso de Certificación
Con el fin de ser certificado conforme a la norma ISO 9001 (única norma certificable de la serie), las organizaciones deben elegir el alcance que vaya a certificarse, los procesos o áreas que desea involucrar en el proyecto, seleccionar un registro, someterse a la auditoría y, después de terminar con éxito, someterse a una inspección anual para mantener la certificación.
Los requerimientos de la norma son genéricos, a raíz de que los mismos deben ser aplicables a cualquier empresa, independientemente de factores tales como: tamaño, actividad, clientes, planificación, tipo y estilo de liderazgo, etc. Por tanto, en los requerimientos se establece el "qué", pero no el "cómo". Un proyecto de implementación involucra que la empresa desarrolle criterios específicos y que los aplique, a través del SGC, a las actividades propias de la empresa. Al desarrollar estos criterios coherentes con su actividad, la empresa construye su Sistema de Gestión de la Calidad.
En el caso de que el auditor encuentre áreas de incumplimiento, la organización tiene un plazo para adoptar medidas correctivas, sin perder la vigencia de la certificación o la continuidad en el proceso de certificación (dependiendo de que ya hubiera o no obtenido la certificación).
Un proyecto de implementación, involucrará, como mínimo: 
- Entender y conocer los requerimientos normativos y cómo los mismos alcanzan a la actividad de la empresa.
- Analizar la situación de la organización, dónde está y a dónde debe llegar.
- Construir desde cada acción puntual un Sistema de Gestión de la Calidad.
- Documentar los procesos que sean requeridos por la norma, así como aquellas que la actividad propia de la empresa requiera.

La norma solicita que se documenten procedimientos vinculados a: gestión y control escrito, registros de la calidad, auditorías internas, producto no conforme, acciones correctivas y acciones preventivas.
- Detectar las necesidades de capacitación propias de la empresa.

Durante la ejecución del proyecto será necesario capacitar al personal en lo referido a la política de calidad, aspectos relativos a la gestión de la calidad que los asista a comprender el aporte o incidencia de su actividad al producto o servicio brindado por la empresa (a fin de generar compromiso y conciencia), proporcionando herramientas de auditoría interna para aquellas personas que se desempeñen en esa posición.
- Realizar Auditorías Internas.
- Utilizar el Sistema de Calidad (SGC), registrar su uso y mejorarlo durante varios meses.
- Solicitar la Auditoría de Certificación.

## Clasificación
Las normas ISO se clasifican en:
- ISO 9000 (vocabulario de la totalidad)
- ISO 9001 (modelo para sistema de gestión)
- ISO 9003 (modelo para producción): Esta norma es anulada por la ISO 9001:2000, siendo la versión actual la ISO 9001:2015.
- ISO 9004 (directivas para mejorar el desempeño)